# Personální unie
Personální unie (z lat. persona – osoba) označuje situaci, kdy jsou alespoň dva formálně samostatné státy (většinou monarchie) spojené osobou hlavy státu. Vznik personální unie se zpravidla odehrává na základě daného nástupnického řádu, výsledků dynastické politiky či jako náhodný politickoprávní proces. Ve vztahu k mezinárodnímu právu jsou dva či více států personální unie zcela samostatnými subjekty.  Personální unie sama o sobě mezinárodněprávní subjektivitu nemá – tím se odlišuje od reálné unie.
Největší personální unií v současné době představuje Commonwealth realm, 15 států majících britského krále (nyní Karla III.) jako svou hlavu. Druhou personální unií v dnešním světě je Francie a Andorra, kde nejvyšší představitel Francie (dnes prezident) je z titulu svého úřadu též spoluknížetem Andorry. Andorra je podobně spojena s diecézí Urgell ve Španělsku, její biskup je druhým spoluknížetem Andorry.
V přeneseném smyslu je ale výrazu personální unie používáno i v případě, že dvě firmy, dva úřady nebo dvě funkce jsou řízeny, resp. vykonávány jednou osobou.

## Historické příklady

### Čechy
- personální unie s Velkomoravskou říší (888/890–894)

- personální unie s Polskem (1003–1004)
- personální unie s Moravským knížectvím (1034–1054)
- personální unie s Polskem a Uherskem (1301–1305)
- personální unie s Lucemburskem (1313–1378 a 1383–1388)
- personální unie s Uherskem (1419–1439 a 1490–1526)
- personální unie s Rakouskem a Uherskem (1526–1804)[1] poté z toho vzniklé Rakouské císařství

### Dánsko
- personální unie se Šlesvickem (1086–1364) a poté se Šlesvickem-Holštýnskem (1460–1864)
- personální unie s Norskem (1319–1536)
- Kalmarská unie Dánska, Švédska a Norska (1397–1523)
- potom personální unie s Norskem (1536–1814) – forma vlády mezi reálnou a personální unií
- personální unie s Islandem (1918–1944)

### Francie
- personální unie s Navarrou (1589–1790)

### Lucembursko
- personální unie s Čechami (1313–1378 a 1383–1388)
- personální unie s Nizozemskem (1815–1890)[2][3][4]

### Norsko
- personální unie s Dánskem (1319–1536)
- Kalmarská unie Dánska, Švédska a Norska (1397–1523)
- potom personální unie s Dánskem (1536–1814) – forma vlády mezi reálnou a personální unií
- nakonec personální unie se Švédskem (1814–1905) – de jure personální, ale de facto reálná unie

### Polsko
- personální unie s Čechami a Uherskem (1300/01–1305)
- personální unie s Uherskem (1370–1382 a 1440–1444)
- personální unie s Litvou (1386–1569),[2] poté reálná lublinská unie Polska a Litvy
- personální unie Polska resp. Polsko-litevského společenství se Saskem (1697–1706, 1709–1733 a 1734–1763)
- personální unie Polska s Ruskem (1815–1831), poté (1831–1863) reálná unie s Ruskem, poté součást Ruska

### Portugalsko
- personální unie se Španělskem (1580–1640), tzv. Iberská unie[1]
- personální nebo reálná unie Portugalska, Brazílie a Algarves, tzv. Spojené království Portugalska, Brazílie a Algarves (1815–1822)

### Rusko
- personální unie s Finskem (1809–1917)
- personální unie s Polskem (1815–1831), poté (1831–1863) reálná unie Polska s Ruskem, poté již součást Ruska

### Spojené království
- personální unie s Irskem (1707–1801)[1]
- personální unie Anglie a Skotska (Union of the Crowns, 1603–1707)
- personální unie s Hannoverskem (1714–1837)[2]
- personální unie s dominii, po roce 1949 nahrazeno Commonwealth realms [5]
  - personální unie s Irskem (1922–1937/1949)[6]
  - personální unie s Kanadou (1867–1949)
  - personální unie s Austrálií (1901–1949)
  - personální unie s Novým Zélandem (1906–1949)
  - personální unie s Jihoafrickou unií (1910–1961)
- Commonwealth realm (od roku 1949) personální unie těch zemí v rámci Commonwealthu, které jako hlavu státu uznávají krále(ovnu) Spojeného království tj. Karla III.[7]

### Španělsko
- personální unie se Svatou říší římskou (1519–1556)
- personální unie s Portugalskem (1580–1640) tzv. Iberská unie[1]

### Švédsko
- Kalmarská unie Dánska, Švédska a Norska (1397–1523)
- personální unie s Polsko-litevským společenstvím (1592–1599)
- personální unie se Norskem (1814–1905) – de jure personální, ale de facto reálná unie

### Uhry
- personální unie s Chorvatskem (1102–1918)
- personální unie s Čechami a Polskem (1301–1305)
- personální unie s Polskem (1370–1382 a 1440–1444)
- personální unie se Svatou říší římskou (1526–1806)
- personální unie s Rakouskem a Čechami (1526–1804)[1] poté z toho vzniklé Rakouské císařství
- reálná unie s Rakouskem (1867–1918) tzv. dualismus
- reálná unie s Chorvatsko-Slavonskem (1868–1918), v rámci Rakouského císařství